# Вертер (Вестфалия)
Вертер (нем. Werther (Westfalen)) — город в Германии, в земле Северный Рейн-Вестфалия.
Подчинён административному округу Детмольд. Входит в состав района Гютерсло. Население составляет 11 453 человека (на 31 декабря 2010 года). Занимает площадь 35,31 км². Официальный код — 05 7 54 052.
Город подразделяется на 6 городских районов.